# Полянчик
Полянчик (пол. Polańczyk) — село в Польщі, у гміні Солина Ліського повіту Підкарпатського воєводства. Розташоване на прадавніх етнічних українських територіях, на перетині етнічних українських територій Лемківщини і Бойківщини (з 1999 р. є садибою адміністрації ґміни Солина). Населення — 850 осіб (2011).

## Історія
В 1580 р. село існувало на волоському праві і входило в склад володінь Кмітів. В 1589 р. в селі було оброблюваних 3 і 3/4 лана, крім того в попа було 1/2 лана і в солтиса 1 лан і млин. До 1772 р. входило до Сяноцької землі Руського воєводства.
У 1772-1918 рр. село було у складі Австро-Угорської монархії, у провінції Королівство Галичини та Володимирії. На початку XIX ст. в селі проживало 25 родин. У 1833 р. було 210 мешканців. У 1839 р. від епідемії тифу померли 30 осіб. У 1846 р. відкрита парафіяльна школа на 6 учнів, яка була закрита через 3 роки внаслідок введення оплати за навчання. В 1849 р. від епідемії тифу загинуло 45 жителів, того ж року на березі річки Солинки вимурована капличка з дерев’яною скульптурою Івана Хрестителя, що плаче (викрадена в 1960-х роках). У 1880 році село належало до Ліського повіту, у селі нараховувалося 38 будинків (з них 2 у фільварку) і 289 жителів, з них 254 греко-католики, 29 римо-католиків і 6 юдеїв.
З грудня 1914 р. до квітня 1915 р. село було під російською окупацією.
У 1919—1939 рр. — у складі Польщі. Село належало до Ліського повіту Львівського воєводства, у 1934—1939 рр. входило до складу ґміни Вовковия. У 1921 р. в селі було 68 будинків і 438 мешканців (258 греко-католиків, 169 римо-католиків і 11 юдеїв). На 01.01.1939 у селі було 530 жителів (430 українців-грекокатоликів, 85 українців-римокатоликів, 5 поляків і 10 євреїв).
У роки гітлерівської окупації німці дозволили відкрити українську школу, яку відвідувала 91 дитина. Місцевих євреїв німці вивезли до Балигороду і Заслав'я, де вони всі загинули. В 1940 р. на примусові роботи в Німеччину вивезено 6 осіб, із них після війни повернулося двоє, а доля решти невідома. На фронтах Другої світової війни воювали 18 мешканців Полянчика і 9 з них загинули. 24.09.1944 р. селом оволоділи частини 1-ї армії 4-го Українського фронту.
В I половині 1945 р. 20 родин українців виселено до СРСР. 23 родини в ході операції Вісла депортовані в 1947 р. на понімецькі землі Польщі, переважно в околиці Ольштина. В селі залишилось тільки 17 родин.
У 1975-1998 роках село належало до Кросненського воєводства.

## Церкви
Перша була в 1589 р., судячи з наявності попа. Згодом село втратило парафію. В 1783 році за дозволом королеви Марії-Терезії зведена дерев’яна церква св. Вмч. Параскеви і відновлена парафія. На її місці збудована в 1907 році мурована церква Преображення Господнього, парафіяльна (з філіями в с. Мичків, с. Забродє і с. Солина), належала до Балигородського деканату Перемиської єпархії. З 1948 року використовується, як костел. Біля церкви була дзвіниця, збудована в 1863 р. із дзвоном з 1894 р., зруйнована в 2007 р., а церква перебудована. Довколишній цвинтар зруйнований, вціліли тільки дві могили.

## Демографія
Демографічна структура станом на 31 березня 2011 року:
|          | Загалом | Допрацездатний вік | Працездатний вік | Постпрацездатний вік |
| -------- | ------- | ------------------ | ---------------- | -------------------- |
| Чоловіки | 408     | 68                 | 313              | 27                   |
| Жінки    | 442     | 62                 | 320              | 60                   |
| Разом    | 850     | 130                | 633              | 87                   |

## Міста-побратими
- Східниця, Україна